# Amphinotus okinawaensis
Amphinotus okinawaensis är en insektsart som beskrevs av Uchida, M. 2001. Amphinotus okinawaensis ingår i släktet Amphinotus och familjen torngräshoppor. Inga underarter finns listade i Catalogue of Life.